# Eder Rigonat
Eder Rigonat (Fiumicello, 3 luglio 1937) è un ex calciatore italiano, di ruolo attaccante.

## Carriera
Ha disputato 9 partite in Serie A con la maglia della Triestina. Ha militato anche nel Bari ed in altre società nelle serie minori.